# Duesenberg Model SJ
Duesenberg Model SJ – samochód osobowy produkowany przez amerykańskie przedsiębiorstwo motoryzacyjne Duesenberg od 1932 roku.

## Dane techniczne

### Silnik
- Silnik: R8 6900 cm³[1]
- Moc maksymalna: 320 KM (239 kW)[1]

### Osiągi
- Przyspieszenie 0−97 km/h: 8 sek.[1]
- Prędkość maksymalna: 204 km/h[1]